# Sans Pareil
La Sans Pareil es una locomotora de vapor construida por Timothy Hackworth, que participó en las Pruebas de Rainhill de 1829 en el Ferrocarril de Liverpool y Mánchester, realizados para seleccionar un constructor de locomotoras para la línea. El nombre es francés y significa "sin par" o "sin igual".

## Historia

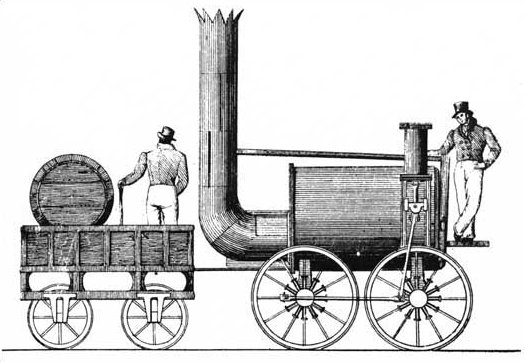
Dibujo de la Sans Pareil de 1829

Siendo una locomotora capaz para la época, su tecnología era algo anticuada en comparación con la de la Rocket de George y Robert Stephenson, el ganador de las Pruebas de Rainhill y el premio de 500 libras. En lugar de la caldera de tubo de fuego de la Rocket, la Sans Pareil tenía un conducto de retorno doble. Para aumentar el área de superficie de calentamiento, los dos conductos se unieron por un tubo en forma de U en el extremo delantero de la caldera; el fogón y la chimenea estaban ubicados en el mismo extremo trasero, uno a cada lado. 
La Sans Pareil tenía dos cilindros, montados verticalmente en el extremo opuesto a la chimenea, y accionaba un par de ruedas motrices directamente; el otro par funcionaba a través de bielas, en un montaje clásico de una locomotora de vapor. 
En las pruebas de Rainhill, la Sans Pareil fue excluida del premio porque estaba ligeramente por encima del peso máximo permitido. Sin embargo, funcionó muy bien, pero tenía una marcha rodante extraña debido a sus cilindros verticales. El tiro del escape de vapor era, en el estilo característico de Hackworth, muy fuerte, por lo que la mayor parte del coque era expulsado de la chimenea sin quemar; y esto fue, más que su diseño anticuado, lo que causó su gran gasto de combustible. Fue retirada de la competición debido a un cilindro roto: el grosor de diseño de las paredes del cilindro era de aproximadamente 1 3/4 de pulgada (44,5 mm), pero en el punto del fallo, se encontró que era solo de 5/8 de pulgada (15,9 mm). Los partidarios de Hackworth gritaron "¡Trampa!", pero como disponía de más de veinte cilindros entre los que eligió los dos mejores para la locomotora, el fraude por parte de los Stephenson, cuya firma mecanizó los cilindros, y que fueron competidores directos en Rainhill, es poco probable. Después de las pruebas, el ferrocarril de Liverpool y Mánchester compró la Sans Pareil y la Rocket.
Posteriormente, fue arrendada al Ferrocarril de Bolton y Leigh, donde funcionó hasta 1844. Más adelante fue utilizada por John Hargreaves como una caldera estacionaria en la mina de carbón de Coppull, Chorley, hasta 1863. Un tiempo después, la Sans Pareil fue restaurada y entregada por John Hick al Museo de la Oficina de Patentes (que se convirtió en el Museo de Ciencias de Londres) en 1864. La máquina ahora se conserva en el Museo de Locomoción de Shildon, en exhibición estática.

## Réplica

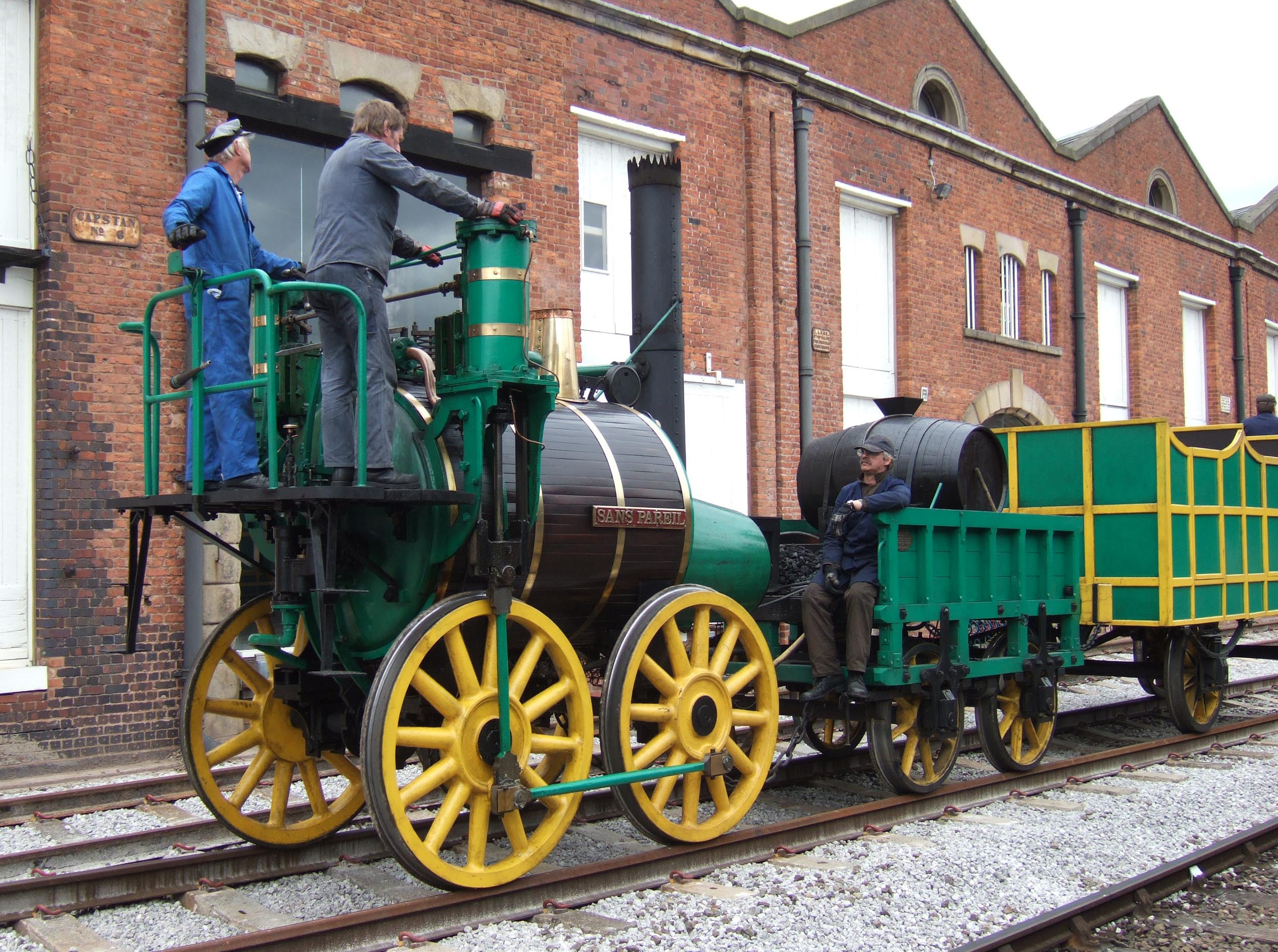
Réplica operativa de la Sans Pareil haciendo demostraciones en el Museo de Ciencia e Industria (Mánchester)

Una réplica de una locomotora, construida en 1980, se mantiene operativa en el Museo Nacional del Ferrocarril de York, en su nuevo anexo del Museo de Locomoción de Shildon, que también alberga lo que queda de la locomotora original. 

## Otras locomotoras del mismo nombre
- La  locomotora  6126 del Ferrocarril Londres, Midland y Escocés, del tipo Clase Royal Scot 4-6-0, originalmente se llamaba Sans Pareil. Esta máquina fue construida por la North British Locomotive Company en Glasgow en septiembre de 1927, siendo retirada en octubre de 1963 con la denominación 46126 Royal Army Service Corps.
- Una locomotora eléctrica AL6 construida en Doncaster Works en 1965, con el número E3106 (más tarde número 86214) llevó el nombre 'Sans Pareil' entre 1981 y 2005. La 86214 fue retirada en 2006.